# Геди, Али Мохамед
Али Мохамед Геди или Мохамед Али Геди (сомал. Maxamed Cali Geeddi; род. 2 октября 1952, Могадишо, Сомали) — премьер-министр переходного федерального правительства (ПФП) Сомали с 2004 по 2007 год. Он был относительно неизвестен в политических кругах до своего назначения премьер-министром в ноябре 2004 года.

## Биография
Родился в 1952 году в Могадишо, Сомали. Принадлежит к субклану абгаал клана хавийе, одному из двух наиболее влиятельных родов в стране. Врач-ветеринар по образованию, Геди учился в Сомали и Италии. Занимался исследовательской и преподавательской работой в Национальном университете Сомали. После начала в 1991 году гражданской войны и закрытия университета работал в животноводческой отрасли. Руководил международной программой по борьбе с заболеваниями животных в Сомали. Кроме того, занимался общественной деятельностью: стал одним из основателей и президентом Объединения неправительственных организаций Сомали, которая активно участвовала в мирном процессе по урегулированию конфликта.

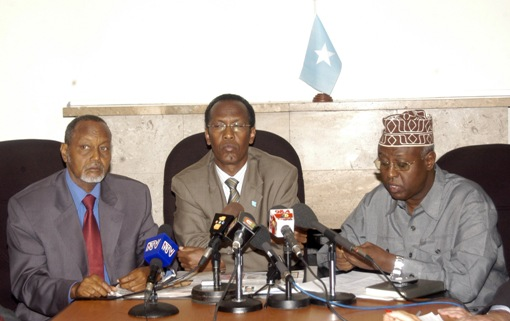
Али Мохамед Геди (в центре) в Кении. 2005 год

В октябре 2004 года переговорный процесс привел к тому, что заседавший в Кении парламент Сомали в изгнании избрал на президентский пост Абдуллу Юсуфа Ахмеда. Новый глава государства принадлежал ко второму из главных кланов страны — Дарод — и не пользовался популярностью в столице. Этим объясняют выбор на пост руководителя временного правительства малоизвестного в политических кругах Геди. При этом он даже не был членом парламента, и перед избранием на премьерский пост один из депутатов специально освободил для него место. Геди был утвержден в должности премьер-министра в декабре 2004 года.

Вооруженное противостояние в Сомали продолжалось, и в ноябре 2005 года группа боевиков совершила неудачное покушение на жизнь Геди. В июне 2006 года боевики исламистской группировки Совет исламских судов Сомали (SICC) установили контроль над Могадишо. В сентябре 2006 года нападению подвергся президент Абдулла Юсуф. Ему, как и Геди, удалось уцелеть.

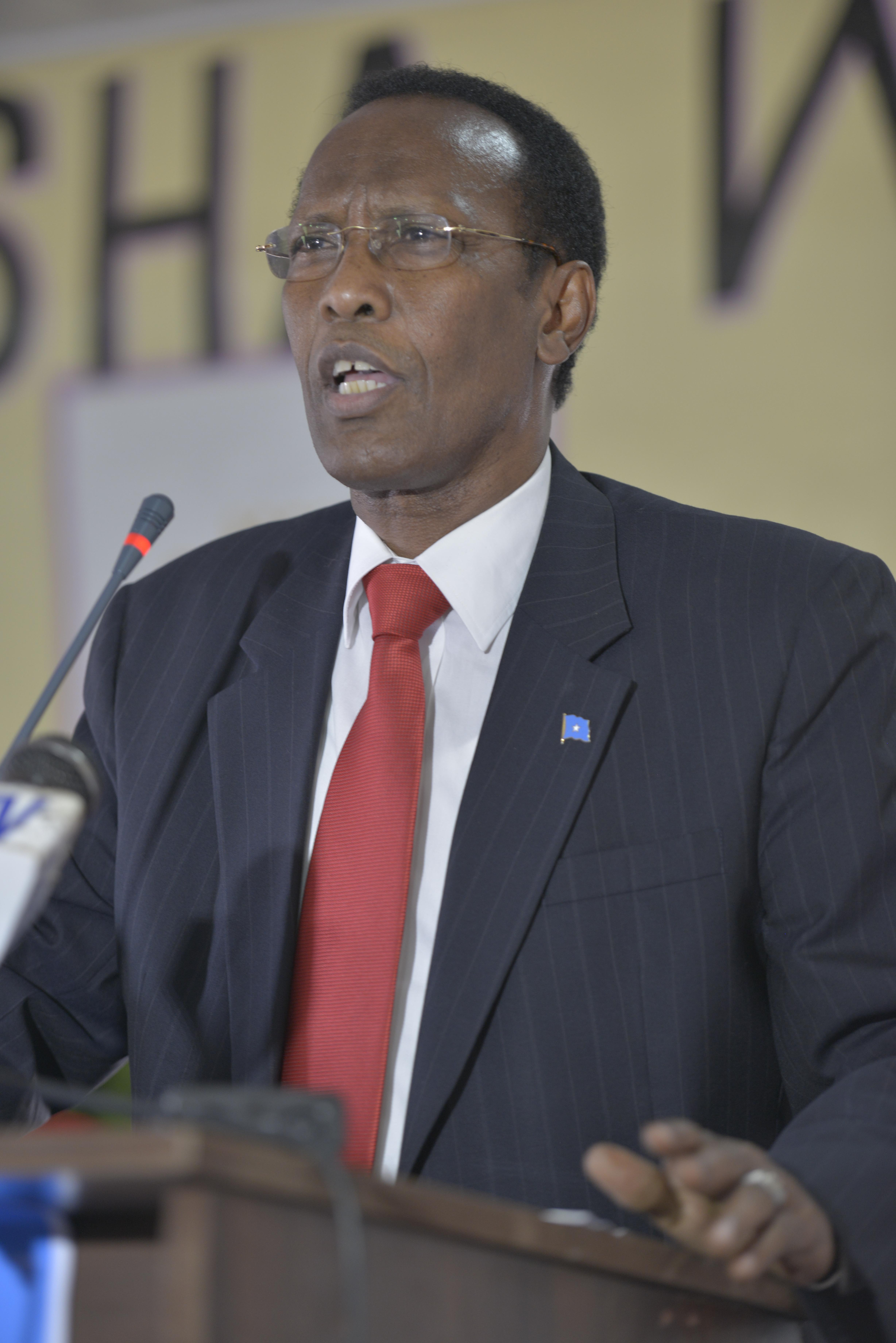
Али Мохамед Геди во время церемонии открытия Временной администрации Джубаленда 20 января 2014 года

В конце 2006 года в противостояние между правительственными силами и исламистами вмешались эфиопские военные. Сомалийские и эфиопские войска вытеснили исламистов с большинства занятых ими позиций и установили контроль над Могадишо. Геди потребовал от боевиков сложить оружие. 8 января 2007 года в конфликт вмешались США — они нанесли удары по предполагаемым позициям боевиков SICC, которых американские власти обвиняли в связях с террористической сетью «Аль-Каеда». Тем не менее, гражданскую войну остановить не удалось, и в октябре 2007 года Геди, обвиняемый общественностью в том, что он привел эфиопские войска, подал в отставку, хотя и остался членом сомалийского парламента.
В январе 2008 года Геди объявил о своем намерении участвовать в выборах президента Сомали в 2009 году. При этом сообщалось, что он неофициально руководит силами, оппозиционными по отношению к президенту Абдулле Юсуфу. После того как в декабре 2008 года Абдулла Юсуф ушел в отставку, в начале 2009 года Геди вновь подтвердил свои претензии на президентский пост, однако 31 января 2009 года парламент Сомали избрал новым президентом лидера SICC Шейха Шарифа Ахмеда.
3 июня 2007 года он пережил нападение террориста-смертника на свой дом. В результате теракта по крайней мере 7 человек погибло.
Али Мохамад Геди женат, у него есть дети.